# Dekanat mozyrski rejonowy
Dekanat mozyrski rejonowy – jeden z siedmiu dekanatów wchodzących w skład eparchii turowskiej i mozyrskiej Egzarchatu Białoruskiego Patriarchatu Moskiewskiego.

## Parafia w dekanacie
- Parafia św. Mikołaja Cudotwórcy w Antonowie
  - Cerkiew św. Mikołaja Cudotwórcy w Antonowie
- Parafia Świętej Trójcy w Jelsku
  - Cerkiew Świętej Trójcy w Jelsku
- Parafia św. Michała Archanioła w Kirowie
  - Cerkiew św. Michała Archanioła w Kirowie
- Parafia Ikony Matki Bożej „Szybko Spełniająca Prośby” w Koziankach
  - Cerkiew Ikony Matki Bożej „Szybko Spełniająca Prośby” w Koziankach
- Parafia Soboru Świętych Białorusi w Krzynicznym
  - Cerkiew Soboru Świętych Białorusi w Krzynicznym
- Parafia Najświętszej Maryi Panny w Machnowiczach
  - Cerkiew Najświętszej Maryi Panny w Machnowiczach
- Parafia św. Jana Teologa w Narowli
  - Cerkiew św. Jana Teologa w Narowli
- Parafia św. Makarego Kijowskiego w Osowcu
  - Cerkiew św. Makarego Kijowskiego w Osowcu
- Parafia św. Michała Archanioła w Rudni Michałkowskiej
  - Cerkiew św. Michała Archanioła w Rudni Michałkowiskiej
- Parafia św. Makarego Kijowskiego w Skrygałowie
  - Cerkiew św. Makarego Kijowskiego w Skrygałowie
- Parafia św. Michała Archanioła w Słobodzie
  - Cerkiew św. Michała Archanioła w Słobodzie
- Parafia Ikony Matki Bożej „Umilenie” w Waśkówce
  - Cerkiew Ikony Matki Bożej „Umilenie” w Waśkówce
- Parafia św. Paraskiewy Piątnickiej w Wierbowiczach
  - Cerkiew św. Paraskiewy Piątnickiej w Wierbowiczach
- Parafia Obrazu Zbawiciela Nie Ludzką Ręką Uczynionego w Zaszerzu
  - Cerkiew Obrazu Zbawiciela Nie Ludzką Ręką Uczynionego w Zaszerzu